# Brodie Retallick

a Compétitions nationales et continentales officielles uniquement.

b Matchs officiels uniquement.
Dernière mise à jour le 30 novembre 2024.
Brodie Allan Retallick est un international néo-zélandais de rugby à XV, né le 31 mai 1991 à Rangiora, évoluant au poste de deuxième ligne. Il évolue avec les Kobelco Kobe Steelers en League One depuis 2023.
Il joue avec les All Blacks depuis 2012, il s'installe aux côtés de Sam Whitelock et remporte la coupe du monde 2015. Entre 2012 et 2023, il évolua avec la franchise des Chiefs en Super Rugby, compétition qu'il remportera deux fois en 2012 puis 2013.
Brodie Retallick impose un changement dans le rôle des deuxième lignes en alignant les capacités physiques à des capacités techniques. Ainsi, sur le plan individuel, il est élu meilleur joueur du monde pour l'année 2014 par l'International Rugby Board, une première à ce poste. 

## Biographie

### Les premières années
Brodie Retallick est le deuxième enfant d'une famille de trois garçons, dont le père Glen est mécanicien et sa mère Jo. Cette dernière est la sœur de John Ashworth, qui compte vingt-quatre capes avec les All Blacks entre 1978 et 1985. Son frère ainé Brook est également un joueur de rugby, évoluant dans le championnat des provinces. 
Il grandit à Amberley, dans la région de Canterbury, et fait ainsi ses études à la Christchurch Boys' High School, équipe dont il porte les couleurs en rugby et en aviron. Après avoir évolué avec l'équipe des dix-huit ans et moins de Canterbury Metro, il n'est pas retenu pour intégrer la Canterbury academy. Cela s'avère décisif dans sa décision de rejoindre Hawke's Bay, club également recommandé par son oncle John pour y avoir lui-même évolué. Après des débuts avec les Magpies, équipe représentant cette fédération, en 2010, année où il dispute deux rencontres, il débute en ITM Cup, le Championnat National des Provinces, en 2011, compétition où il dispute neuf rencontres.
Durant cette même année 2011, Il est membre de l'équipe junior des All Blacks qui remporte le titre mondial lors de l'édition 2011 en Italie, grâce à une victoire 33 à 22 face à l'Angleterre. 

### Des débuts victorieux en Super 15
En 2012, il fait ses débuts avec les Chiefs en Super 15, compétition opposant des provinces de Nouvelle-Zélande, Australie et Afrique du Sud. Il dispute son premier match face aux Highlanders, autre franchise néo-zélandaise. Il inscrit son seul essai de la compétition face à des Néo-Zélandais, les Crusaders, et dispute dix-sept rencontres de cette édition, toutes en tant que titulaire, sur les dix-huit disputées par son équipe : celle-ci, vainqueure de la conférence néo-zélandaise, est directement qualifiée pour la demi-finale où elle s'impose 20 à 17 face aux Crusaders pour disputer la finale face l'équipe sud-africaine des Sharks. Retallick, déjà titulaire lors de cette demi-finale, dispute également la finale où les Chiefs s'imposent 37 à 6 pour remporter le premier titre de la province dans cette compétition,.
Lors du mois de juin, il fait partie des sept nouveaux joueurs incorporés par le nouveau sélectionneur Steve Hansen au sein de l'effectif des All Blacks,. Il fait ainsi ses débuts face à l'Irlande, où il est associé à Sam Whitelock en deuxième ligne. Cette paire est reconduite lors du deuxième match de la série face aux Irlandais. Retallick est ensuite remplaçant lors de la troisième rencontre. Les All Blacks remportent ces trois rencontres. Hansen lui renouvelle sa confiance en le faisant débuter dans le Rugby Championship : Il est remplaçant lors des deux premiers matchs face aux Wallabies. Lors de la rencontre suivante, face à l'Argentine, la paire qu'il forme avec Luke Romano ne compte qu'un total de huit sélections. Il retrouve un poste de remplaçant lors des deux matchs suivant avant d'obtenir une titularisation face aux Springboks. Avec six victoires en autant de rencontres dans la compétition, il remporte son premier trophée avec les All Blacks. Après un match nul face à l'Australie, il se rend en tournée en Europe, disputant trois tests, face à l'Italie, le pays de Galles, deux victoires, puis face à l'Angleterre, équipe face à laquelle il connait sa première défaite sous le maillot noir.
En février 2013, il signe un contrat le liant avec la fédération néo-zélandaise, New Zealand Rugby Football Union ou NZRU, et la province des Chiefs jusqu'en 2015 et la Coupe du monde disputée en Angleterre. Pour sa deuxième saison en Super 15, lors de l'édition 2013, il participe à l'ensemble des rencontres de sa franchise, dix-huit, ne figurant en tant que remplaçant que lors d'un seul match. Il inscrit un essai, face aux Rebels. Comme la saison précédente, les Chiefs terminent à la première place de sa conférence. De plus, en obtenant le meilleur total de points des trois vainqueurs de conférence, ils obtiennent l'avantage du terrain pour toutes les rencontres de la phase finale et une place directe pour les demi-finales. Opposés aux Crusaders, les Chiefs s'imposent sur le score de 20 à 19. En finale, ils battent la franchise australienne des Brumbies sur le score de 27 à 22 pour remporter un deuxième titre consécutif.
Sa saison 2013 avec les All Blacks débute par la série face aux Français. Mais victime d'une contracture, il est remplacé après le premier match par Sam Whitelock. Il fait son retour pour le premier match du The Rugby Championship 2013. Après avoir été remplaçant lors de ce match, il est titularisé lors des cinq rencontres du Rugby Championship, la Nouvelle-Zélande remportant comme la saison précédente les six rencontres. Lors du match face aux Springboks à Auckland, il inscrit son premier essai international,. Avec les All Blacks, il enchaine avec quatre victoires, face à l'Australie, puis lors des trois tests de novembre en Europe, la France, l'Angleterre et l'Irlande.

### Meilleur joueur du monde
En avril 2014, lors de la saison 2013 de Super 15 Brodie Retallick dispute son premier match en tant que capitaine des Chiefs face aux Melbourne Rebels, suppléant les deux cocapitaines, Aaron Cruden, blessé, et Liam Messam, laissé au repos avant de prochaines échéances importantes pour l'obtention d'une nouvelle qualification pour les playoffs. Deuxième de sa conférence derrière les Crusaders, les Chiefs obtiennent tout de même cette qualification, mais doivent disputer un match de barrage chez les Brumbies. Ces derniers s'imposent 32 à 30 pour mettre un terme aux espoirs des Néo-Zélandais de conserver leur titre.
Après avoir été incapable de nommer un seul joueur de l'équipe anglaise qui se rend en Nouvelle-Zélande pour une tournée de trois tests, il doit finalement avouer après le deuxième test que le quinze anglais a considérablement progressé et qu'il constitue un adversaire aussi redoutable que les Wallabies ou les Springboks. Il dispute les trois matchs de cette série qui se concluent par trois victoires de la Nouvelle-Zélande. Après un nul à Sydney face aux Australiens lors du premier match du Rugby Championship, il remporte les quatre tests suivant de cette édition. Victime d'une commotion cérébrale lors du match face aux Argentins, il doit déclarer forfait pour le dernier match de la compétition face aux Springboks. De retour lors d'une victoire face aux Australiens, il se rend pour la troisième année consécutive dans l'hémisphère nord, remportant les tests face aux États-Unis, l'Angleterre, mais ne dispute pas le test face à l'Écosse, après une blessure face aux Anglais où il sort à la mi-temps. Il est de nouveau présent lors du dernier match de la tournée, une nouvelle victoire face au pays de Galles.

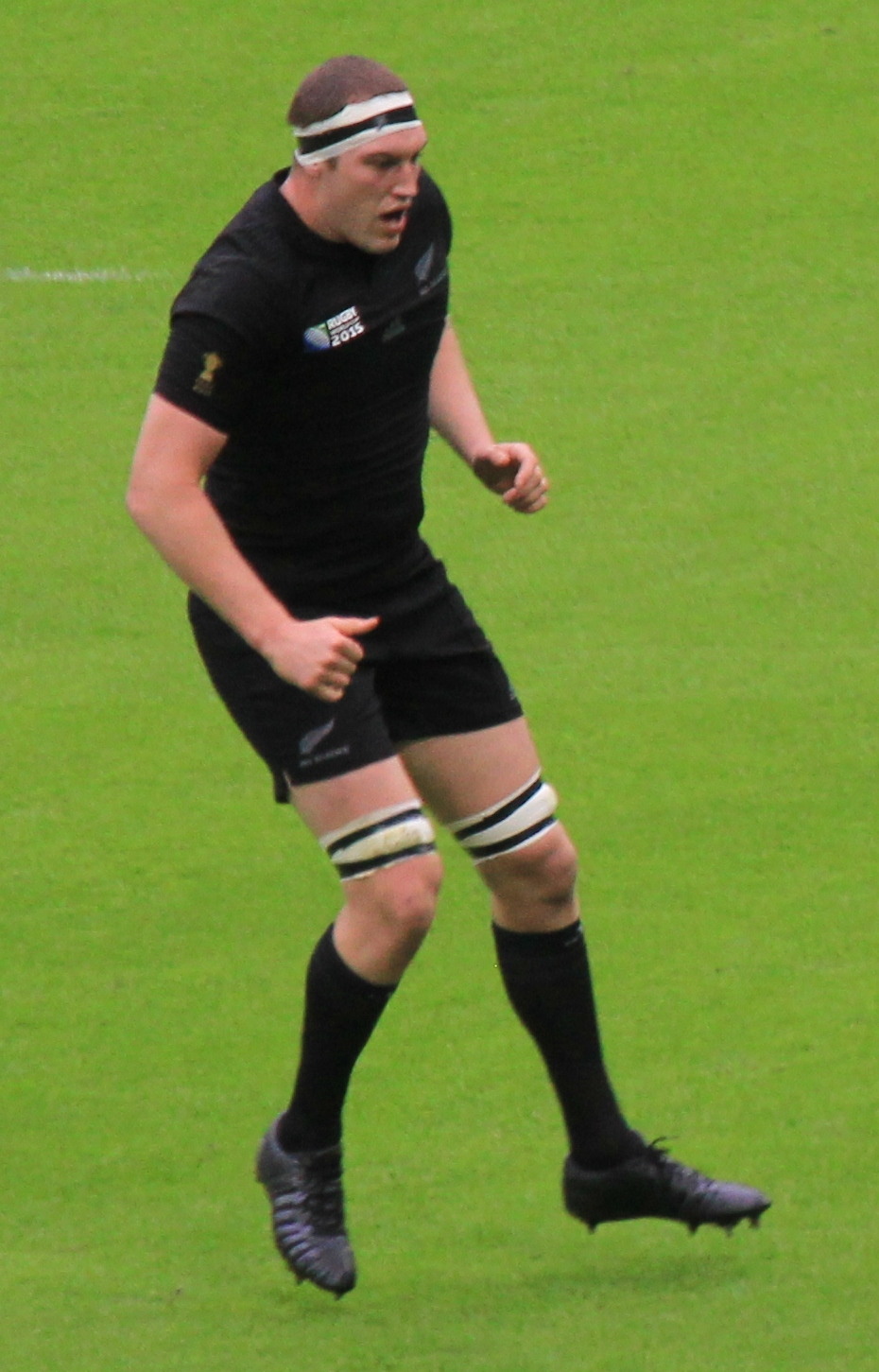
Brodie Retallick lors de la coupe du monde 2015.

En fin de saison, ses performances sont récompensées par un titre de meilleur joueur du monde, où il succède à ses compatriotes Dan Carter en 2012 et Kieran Read en 2013. Avec également Richie McCaw, il est le quatrième joueur All Blacks à remporter ce trophée. Il devient le premier joueur de deuxième ligne à obtenir ce titre. Quelques semaines plus tard, il est désigné joueur néo-zélandais de l'année.
Lors de la troisième rencontre disputée par son équipe lors de l'édition 2015 du Super, remportée 40 à 16 face aux Crusaders, il se blesse à l'épaule lors d'un placage conjoint de Matt Todd et Wyatt Crockett. Après avoir espéré un retour après deux semaines, son absence est annoncée entre quatre et six semaines. Cette absence dure cinq semaines et il fait finalement son retour à la compétition en avril, lors d'une rencontre face aux Blues. Il dispute un total de huit rencontres, dont le match de barrage perdu 24 à 14 face aux Highlanders. Lors de cette défaite, il inscrit un essai, son quatrième en carrière en Super 15.
Lors du Rugby Championship 2015, il dispute les trois rencontres des All Blacks qui terminent la compétition à la deuxième place à la suite d'une défaite face aux Wallabies (19-27). Il est ensuite retenu par Steve Hansen parmi les 31 joueurs défendant les couleurs néo-zélandaises lors de la coupe du monde 2015. Durant la compétition, il dispute six des sept rencontres de la Nouvelle-Zélande. Il est notamment élu homme du match lors du premier match des All Blacks face à l'Argentine (26-16) et inscrit le premier essai le la rencontre en quart de finale contre la France (62-13). Brodie Retallick est par la suite titularisé pour la finale de la compétition face à l'Australie, remportée sur le score de 34 à 17.

### Régularité au plus haut niveau
Lors de la saison 2016, il souffre d'un blessure aux côtes qui le prive de plusieurs rencontres. Il participe à douze rencontres, inscrivant un essai contre les Blues en avril. Bien que troisième de la conférence néo-zélandaise, les Chiefs terminent sixième de la phase régulière et se voient qualifiés pour les quarts de finale, où ils s'imposent 60 à 21 contre les Stormers, avant de s'incliner 25 à 9 face aux Hurricanes. Après les trois tests victorieux en juin contre les Gallois, il participe aux six rencontres du Rugby Championship 2016, six victoires pour remporter un quatrième titre dans cette compétition. Il participe ensuite à la victoire 37 à 10 à Auckland, 18e vicoitre en tests matchs des All blacks, ce qui constitue alors un nouveau record. Avec ces derniers, ils remportent en novembre trois tests en Europe, contre l'Italie, l'Irlande et la France.

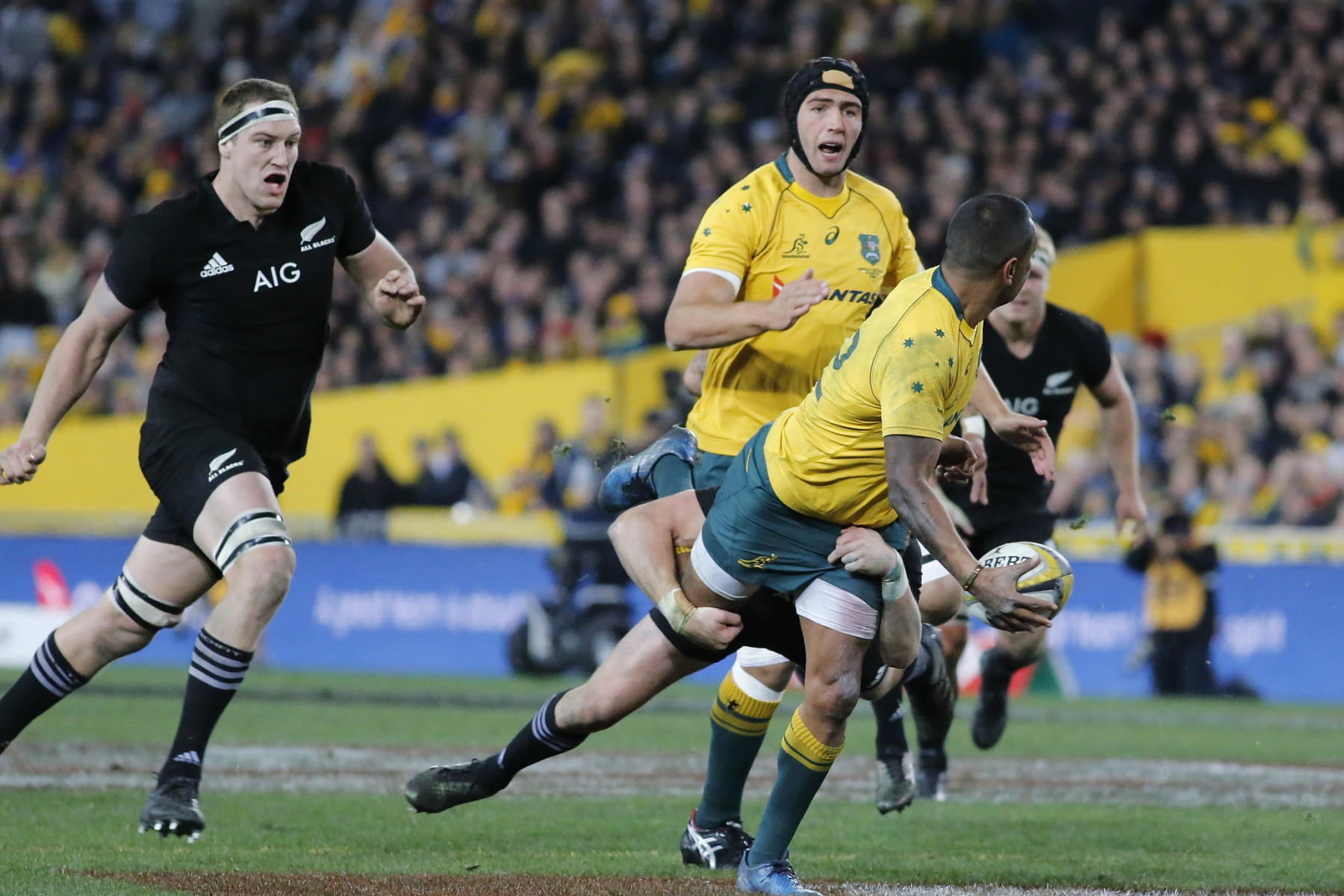
Lors du Rugby Championship 2017.

La saison suivante, il dispute quatorze rencontres du Super Rugby 2017. Les Chiefs, sixième de la phase régulière, s'imposent face aux Stormers puis s'inclinent face aux Crusaders, futurs vainqueurs, sur le score de 27 à 13, rencontre où il inscrit son troisième essai de la saison, après ceux contre les Hurricanes, les Melbourne Rebels. Les All blacks commencent leur saison internationale par une victoire contre les Samoas, avant d'affronter les Lions pour une série de trois tests lors de la tournée de ces derniers. Après une victoire des All blacks sur le score de 30 à 15, les Lions s'offrent la possibilité de remporter la série en s'imposant lors du deuxième test 21 à 14. Les deux équipes font match nul 15 partout lors du match décisif. Retallick participe ensuite aux six rencontres du Rugby Championship 2017, toutes conclues par la victoire. Lors du dernier match de la compétition, il inscrit un essai contre les Sud-africains lors de la plus grande défaite concédée par les Springboks sur leur sol, 57 à 0. Il inscrit un nouvel essai lors de la rencontre suivante des All Blacks, contre l'Australie. Pour raisons personnelles, il n'est ensuite pas présent dans le groupe de joueurs se rendant en Europe.
Il établit sa meilleure performance en termes d'essai lors de la saison 2018. Il inscrit six essais en treize rencontres, deux contre les Bulls, un contre les Sunwolves
, un contre les Queensland Reds, un contre les Waratahs et un contre les Hurricanes, en quarts de finale lors d'une défaite 32 à 31. Il dispute cette rencontre après six semaines d'absence pour blessure.Il commence sa saison internationale lors de la première journée du Rugby Championship, inscrivant un essai lors de la victoire 38 à 13 à Sydney. Cet essai est désigné essai de l'année par World Rugby. Il dispute également la deuxième journée, toujours contre l'Australie, puis la suivante face à l'Argentine. Blessé à l'épaule contre ces Pumas, il est absent du match suivant contre les Springboks. Il ne dispute pas la fin de cette compétition et fait son retour sous le maillot noir pour la rencontre de Bledisloe Cup face aux Australiens. Il dispute ensuite trois rencontres dans l'hémisphère nord, victoire contre l'Angleterre, défaite à Lansdowne Road contre l'Irlande et victoire contre l'Italie.
Désigné co-capitaine des Chiefs avec Sam Cane, sa saison 2019 est perturbée par plusieurs blessures. En début de saison, il inscrit deux essais, les deux contre les Bulls. De retour d'une première blessure après deux semaines d'absences, il se blesse à nouveau en avril. Il doit passer ainsi deux mois sans compétition pour soigner des problèmes de ligaments au poignet. Il dispute les deux premières rencontres du Rugby Championship, contre l'Argentine, où il inscrit un essai, et l'Afrique du Sud, rencontre où il se blesse à l'épaule. Malgré celle-ci, il est retenu dans le groupe de 31 joueurs pour la coupe du monde au Japon,. Il rejoue en poule contre la Namibie, puis est aligné lors de la phase finale, d'abord contre l'Irlande puis lors de la défaite contre l'Angleterre en demi-finale. Il participe également à la rencontre pour la troisième place contre le pays de Galles.
En 2019, il signe un nouveau contrat avec la fédération néo-zélandaise, ce qui le lie avec celle-ci jusqu'en 2023. Toutefois, il négocie la possibilité de jouer au Japon pendant deux ans. Il s'engage avec le club japonais des Steelers basé à Kobe pour jouer en Top League, expliquant « saisir l'occasion de prendre soin de mon corps, de passer plus de temps avec ma famille et de vivre une culture différente ». Pour sa première rencontre avec sa nouvelle équipe, en janvier 2020, il inscrit un essai. Il dispute six rencontres avec son équipe. Avec la pandémie de Covid-19, il refuse la proposition des Chiefs de les rejoindre pour la compétition néo-zélandaise Super Rugby Aotearoa, compétition qui supplante la saison 2020 de Super Rugby suspendue en mars.

## Style et reconnaissance

### Joueur complet

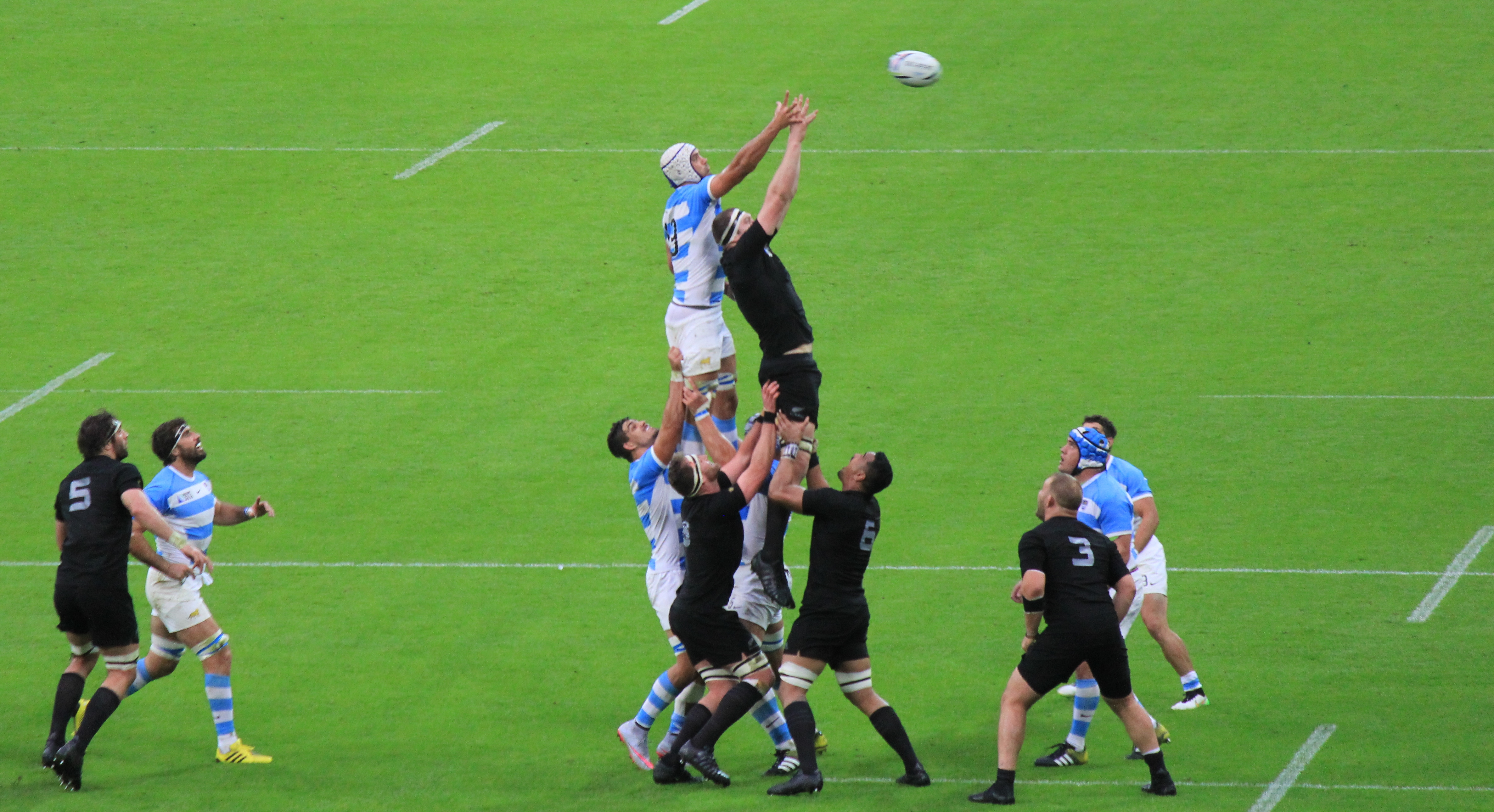
Brodie Retallick vole un ballon en touche.

Joueur puissant, technique et mobile, Brodie Retallick est un joueur complet qui peut-être utilisé pour effectuer diverses phases de jeu. Ses capacités techniques et physique lui permettent ainsi d'être utilisé par son équipe comme premier attaquant, soit en affrontant directement la ligne, soit en utilisant ses capacités techniques pour servir ses coéquipiers,. Sa puissance physique est également un atout dans la phase de jeu de la mêlée.
Brodie Retallick est également un joueur rapide et explosif, lui permettant d'être un joueur efficace en touche, rôle important du poste, efficace en attaque par l'apport de sa vitesse et lui permettant d'être au soutien de ses coéquipiers,. Défensivement, cet alliage de puissance de vitesse lui permettent d'être un joueur actif au plaquage et capable de récupérer des ballons.

### Influence sur le poste de deuxième ligne
Brodie Retallick devient en 2014 le premier deuxième ligne à être élu meilleur joueur du monde depuis la création de la récompense en 2000. Son style de jeu avec ses capacités physiques et techniques amène une évolution dans le poste de deuxième ligne. Pascal Papé, deuxième ligne du XV de France, décrit en octobre 2015 l'évolution du poste incarné notamment par Brodie Retallick :  « Un deuxième ligne qui touchait des ballons était presque banni. Aujourd’hui, on demande à ces joueurs massifs, assez grands, qui peuvent libérer leurs bras pour faire jouer, d’intervenir de plus en plus avec le ballon en attaque ».

## Palmarès

### Super Rugby
Brodie Retallick remporte les deux premières éditions du Super Rugby auxquelles il participe, en 2012 et 2013 avec sa franchise des Chiefs. Lors de ces deux éditions, il ne manque qu'une seule rencontre, en 2012. Sur ces trente-cinq rencontres, il est remplaçant une seule fois.
Depuis ses débuts avec les Chiefs, il totalise 107 rencontres de Super 15 en quatre éditions, disputant 104 rencontres en tant que titulaire et inscrivant seize essais. Il est également exclut pour dix minutes à une reprise.

#### Coupe du monde
Brodie Retallick dispute trois éditions de la Coupe du monde. Il remporte la compétition lors de sa première participation en 2015. Il termine ensuite troisième en 2019, puis finaliste en 2023.

### Rugby Championship
Brodie Retallick remporte neuf des onze éditions du Rugby Championship qu'il dispute. Lors de celles-ci, il participe à quarante-cinq rencontres, remportant quarante-et-une victoires et concédant deux nuls et deux défaites. Il remporte les éditions 2012, 2013, 2014, 2016, 2017, 2018, 2021, 2022 et 2023. 

## Statistiques

### En équipe nationale
Au 29 octobre 2023, Brodie Retallick compte 109 capes avec les All Blacks, pour un bilan de 92 victoires, 12 défaites et cinq nuls et 9 essais. Sur ces rencontres, quarante-cinq sont disputées dans le cadre du Rugby Championship. Avec les Kiwis, il dispute trois Coupe du monde en 2015, 2019 et 2023. Il participe à onze éditions du Rugby Championship, en 2012, 2013, 2014, 2015, 2016, 2017, 2018, 2019, 2021, 2022 et 2023. 